# Калиновка (Приморский край)
Кали́новка — село в Спасском районе Приморского края. Входит в состав Дубовского сельского поселения.

## География
Село Калиновка стоит в верховьях реки Спасовка, на её малых притоках.
Дорога к селу Калиновка идёт на юго-восток от автотрассы «Уссури» через село Дубовское. Расстояние до города Спасск-Дальний около 14 км.

## Население
| 1903 | 1910 | 1923 | 1926 | 1959 | 1970 | 1979 |
| ---- | ---- | ---- | ---- | ---- | ---- | ---- |
| 166  | ↗361 | ↗437 | ↗472 | ↘400 | ↘300 | ↘231 |
| 2002 | 2003 | 2010 |      |      |      |      |
| ↘132 | ↘101 | ↗135 |      |      |      |      |

## Улицы
- ул. Заводская,
- ул. Набережная,
- ул. Советская.

## Экономика
Сельскохозяйственные предприятия Спасского района.

## Инфраструктура
- Детский лагерь «Родник здоровья», спортивно-оздоровительный центр (лыжная база).
- В окрестностях села — садово-огородные участки жителей Спасска-Дальнего.

## Известные уроженцы
- Воеводина, Валентина Григорьевна (род. 1953) — советский работник сельского хозяйства, доярка, полный кавалер ордена Трудовой Славы.